# John O’Hara (biskup)
John J. O’Hara (ur. 7 lutego 1946 w Jersey City) – amerykański duchowny rzymskokatolicki, biskup pomocniczy Nowego Jorku w latach 2014–2021.

## Życiorys
Święcenia kapłańskie otrzymał 1 grudnia 1984 z rąk kardynała Johna O’Connora. Inkardynowany do archidiecezji nowojorskiej, pracował głównie w parafiach okręgu Staten Island. W latach 2013–2014 kierował archidiecezjalną strategią planowania tamtejszych parafii.
14 czerwca 2014 papież Franciszek mianował go biskupem pomocniczym archidiecezji Nowy Jork i biskupem tytularnym Ath Truim. Sakry udzielił mu 4 sierpnia 2014 kardynał Timothy Dolan.
7 kwietnia 2021 papież Franciszek przyjął jego rezygnację z pełnionej funkcji.